# Hampden (Terranova y Labrador)
Hampden es un pueblo canadiense situado en la provincia de Terranova y Labrador.

## Superficie
Hampden tiene una superficie de 32,99 km².

## Demografía
En 2021, tenía 439 habitantes, una densidad poblacional de 13,3 hab./km², y 217 viviendas.